# Paectes phloisma
Paectes phloisma là một loài bướm đêm trong họ Noctuidae.